# 2020年東京オリンピックのカナダ選手団
2020年東京オリンピックのカナダ選手団は、2021年7月23日から8月8日にかけて日本の首都東京で開催された2020年東京オリンピックのカナダ選手団、およびその競技結果。

## 概要
2020年3月22日、新型コロナウイルス感染症 (COVID-19) の世界的流行を受けて、カナダオリンピック委員会（COC）とカナダパラリンピック委員会（CPC）は、選手および一般の人々の健康と安全を考慮し、2020年の夏に予定されている東京オリンピック・パラリンピックが予定通りのスケジュールで開催される場合、選手団を派遣しないことを表明した。

## メダル
| メダル | 選手名 | 競技                 | 種目                                    | 日付    |
| ------ | --- | -------------------- | --------------------------------------- | ------- |
| 金     | マーガレット・マクニール | 競泳                 | 女子100mバタフライ                      | 7月26日 |
| 金     | モード・シャロン | ウエイトリフティング | 女子64kg級                              | 7月27日 |
| 金     | リサ・ロマン カシア・グルチャラ＝ウェシアースキー クリスティーン・ローパー アンドレア・プロスク スザンヌ・グレーンジャー マディソン・メイリー シドニー・ペイン アバロン・ワストニーズ クリステン・キット | ボート               | 女子エイト                              | 7月30日 |
| 金     | アンドレ・ド・グラス | 陸上                 | 男子200m                                | 8月4日  |
| 金     | ダミアン・ワーナー | 陸上                 | 男子十種競技                            | 8月5日  |
| 金     | サッカーカナダ女子代表： ステファニ・ラベ アリーシャ・チャプマン カデイシャ・ブキャナン シェリナ・ザドースキー レベッカ・クイン ディアン・ローズ ジュリア・グロッソ ジェード・リビエール アドリアナ・レオン アシュリー・ローレンス デジリー・スコット クリスティン・シンクレア エブリーヌ・ビアン バネッサ・ジル ニシェル・プリンス ジャニン・ベッキー ジェシー・フレミング ケイレン・シェリダン ジョーディン・ハイテマ ソフィー・シュミット ガブリエル・カルル エリン・マクレオド | サッカー             | 女子                                    | 8月6日  |
| 金     | ケルシー・ミッチェル | 自転車               | 女子スプリント                          | 8月8日  |
| 銀     | ケーラ・サンチェス マーガレット・マクニール レベッカ・スミス ペニー・オレクシアク ほか1名 | 競泳                 | 女子4×100mフリーリレー                  | 7月25日 |
| 銀     | ジェニファー・アベル メリッサ・シトリニ・ボリュ | 飛込                 | 女子3mシンクロ板                        | 7月25日 |
| 銀     | カイリー・マス | 競泳                 | 女子100m背泳ぎ                          | 7月27日 |
| 銀     | カイリー・マス | 競泳                 | 女子200m背泳ぎ                          | 7月31日 |
| 銀     | ロランス・バンサン＝ラポワント | カヌー               | 女子スプリント・カナディアン（C-1）200m | 8月5日  |
| 銀     | モハンメド・アフメド | 陸上                 | 男子5000m                               | 8月6日  |
| 銀     | アーロン・ブラウン ジェローム・ブレイク ブレンドン・ロドニー アンドレ・ド・グラス | 陸上                 | 男子4×100mリレー                        | 8月6日  |
| 銅     | ジェシカ・クリムカイト | 柔道                 | 女子57kg級                              | 7月26日 |
| 銅     | ソフトボールカナダ代表： ケルシー・ハーシュマン ナタリー・ワイドマン エリカ・ポリドリ ジョイ・ライ ジェニファー・サリング ビクトリア・ヘイワード ジャネット・レオン ダニエル・ローリー サラ・グロンウェゲン エマ・エンツミンガー ジェニファー・ギルバート ラリッサ・フランクリン ジェンナ・カイラ ローレン・レグラ カリー・ラフター | ソフトボール         | 女子                                    | 7月27日 |
| 銅     | カトリーヌ・ボーシュマン＝ピナール | 柔道                 | 女子63kg級                              | 7月27日 |
| 銅     | ペニー・オレクシアク | 競泳                 | 女子200m自由形                          | 7月28日 |
| 銅     | ケイリー・フィルマー ヒラリー・ヤンセンス | ボート               | 女子舵手なしペア                        | 7月29日 |
| 銅     | カイリー・マス シドニー・ピクレム マーガレット・マクニール ペニー・オレクシアク ほか2名 | 競泳                 | 女子4×100mメドレーリレー                | 8月1日  |
| 銅     | アンドレ・ド・グラス | 陸上                 | 男子100m                                | 8月1日  |
| 銅     | ロリアーヌ・ジュネ | 自転車               | 女子ケイリン                            | 8月5日  |
| 銅     | エバン・ダンフィー | 陸上                 | 男子50km競歩                            | 8月6日  |
| 銅     | ケイティ・ビンセント ロランス・バンサン＝ラポワント | カヌー               | 女子スプリント・カナディアン（C-2）500m | 8月7日  |

## ラグビー
- 女子[2]